# Peter Kreeft

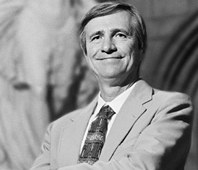
Peter Kreeft

Peter John Kreeft (Paterson (New Jersey), 16 maart 1937) is een Amerikaanse filosoof en theoloog.
Hij is calvinistisch opgevoed, maar ging later over tot het katholicisme. Hij staat bekend als een katholiek verdediger van het christendom.
Kreeft behaalde in 1959 zijn Bachelor of Arts aan het Calvin College en in 1961 zijn Master of Arts aan de Universiteit van Fordham. In 1965 deed hij zijn PhD (wetenschappelijke promotie) aan laatstgenoemde universiteit.
Hij is professor in de filosofie aan het Boston College en aan The King's College, en auteur van vele boeken. Zijn ideeën zijn zeer variërend en komen vanuit zowel de religieuze als de filosofische traditie, zoals Thomas van Aquino en C.S. Lewis respectievelijk Socrates.